# Mandy Moore (chorégraphe)
Pour les articles homonymes, voir Mandy Moore et Moore.
Samantha Jo Mandy Moore est une chorégraphe, danseuse, productrice et professeur de danse américaine née le 28 mars 1976 à Saint-Louis, dans le Missouri. Elle est connue pour son travail dans la série de télé-réalité américaine So You Think You Can Dance, dont elle a fait partie chaque année depuis la troisième saison, et dans Dancing with the Stars. Elle a chorégraphié le film La La Land en 2016 et a également travaillé sur des comédies musicales et des publicités. Elle a créé des numéros de danse pour les cérémonies des Oscars, des Golden Globes, des Emmy Awards et des Grammy Awards. Elle a été nommée sept fois pour le Primetime Emmy Award de la meilleure chorégraphie et l'a remporté en 2017 pour son travail sur Dancing with the Stars et en 2018 pour son travail sur So You Think You Can Dance.

## Biographie

### Enfance et éducation

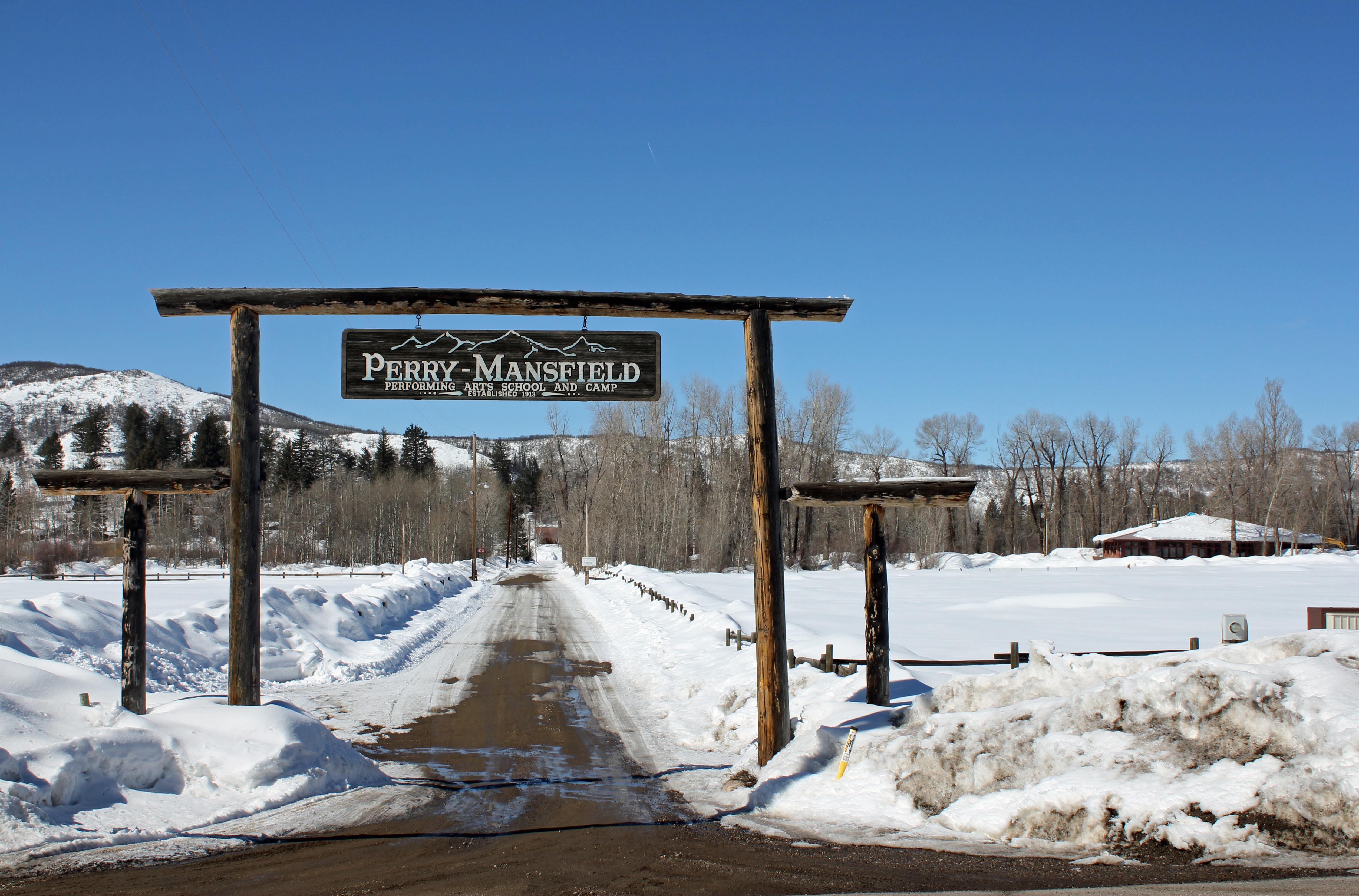
L'entrée du Perry-Mansfield Performing Arts School & Camp.

Samantha Jo Moore est née le 28 mars 1976 à Saint-Louis, dans le Missouri, et a grandi dans le comté de Summit, au Colorado. Ses parents sont Bob et Wendy Moore, et elle a une sœur. Elle aime la danse dès son plus jeune âge. De 7 à 18 ans, elle étudie à la Summit School of Dance à Breckenridge sous la direction de la fondatrice de l'école, Kim Delgrosso. Elle a également fréquenté la Perry-Mansfield Performing Arts School & Camp à Steamboat Springs pendant trois étés. Tout en fréquentant la Summit High School, elle se rend à la Shelly True Dance Academy à Denver plusieurs fois par semaine. Au lycée, elle pratique également le basket-ball, l'athlétisme et la gymnastique.
Après avoir obtenu son diplôme d'études secondaires en 1994, Moore s'installe à Los Angeles pour poursuivre une carrière dans la danse. Elle fréquente le centre des arts du spectacle EDGE à Los Angeles grâce à une bourse de la Summit Foundation.

### Carrière

#### Télévision
Moore a d'abord été engagée par Carrie Ann Inaba pour aider à la réalisation de projets de danse à la télévision, ce qui l'a amenée à participer aux auditions de l'émission de télé-réalité So You Think You Can Dance pour le poste d'assistante du chorégraphe. Dès la saison 3, elle chorégraphie des numéros de danse et pour la saison 14, elle devient productrice créative. En 2018, elle est nommée juge pour Dancing with the Stars Juniors,.
Elle a notamment participé aux émissions Glee et American Idol) (Fox), The Fresh Beat Band (Nickelodeon), Disney's 60th Anniversary Celebration (ABC), Modern Family et XQ Super School Live. Moore est productrice exécutive de la comédie musicale dramatique de NBC Zoey's Extraordinary Playlist, ainsi que chorégraphe de l'émission. Elle apparaît également en tant qu'auteure dans l'épisode 11.

#### Cinéma
Moore a chorégraphié des numéros de danse pour plusieurs films de David O. Russell, à commencer par Happiness Therapy en 2012 - pour lequel elle a formé les acteurs Bradley Cooper et Jennifer Lawrence à un mélange de différents styles de danse, -, American Bluff en 2013 et Joy en 2015 . Elle a également chorégraphié pour Jamais entre amisde Leslye Headland en 2015.
Son travail le plus remarquable à ce jour est le film La La Land de Damien Chazelle, pour lequel elle a chorégraphié tous les numéros de danse,. Pour chorégraphier le numéro d'ouverture, Another Day of Sun, qui se déroule dans un embouteillage sur une bretelle d'autoroute de Los Angeles, Moore a bloqué l'action sur le papier et a ensuite commencé à mettre en scène les mouvements en utilisant un groupe de dix danseurs dans un parking du studio. La scène finale implique 30 danseurs, 100 figurants et 60 voitures,. Moore a formé les acteurs principaux, Ryan Gosling et Emma Stone, tous deux novices en matière de danse, sur une période de six à huit semaines. Elle a mis l'accent sur l'émotion plutôt que sur la technique, comme le rappelle Stone : « [Moore] a essayé de nous faire comprendre que, même si nous devons être techniques et penser à tous nos pas, il s'agit surtout de nos visages. Nous devons voir la joie et la connexion. Nous devons nous regarder et nous sourire. Nous devons continuer à interagir. »

#### Théâtre
Parmi les créations scéniques de Moore figurent le programme New Wave L.A. créé par le Los Angeles Ballet, un segment de la Taking Chances World Tour 2008 de Céline Dion, Strictly Come Dancing, Michael Jackson: The Immortal World Tour du Cirque du Soleil, et le spectacle de Shania Twain à Las Vegas, Shania : Still the One,,.
Moore a dirigé et chorégraphié la production de The Wedding Singer à Aurora dans le Colorado, en 2011, et a été la chorégraphe de la première mondiale de la comédie musicale Nobody Loves You en 2013 au Old Globe Theatre de San Diego en Californie, qu'elle a ensuite fait venir Off-Broadway au Second Stage Theater à Manhattan,.

#### Autres travaux
Moore a également créé des chorégraphies pour des publicités, des cérémonies de remise de prix et des collectes de fonds. Elle a notamment travaillé sur des publicités pour Target, Amazon Prime et Skechers. En 2017, elle a chorégraphié des numéros de danse pour les quatre principales cérémonies de remise de prix aux États-Unis : les Academy Awards, les Golden Globes, les Emmy Awards et les Grammy Awards. Pour la cérémonie des Golden Globes de cette année-là, elle a chorégraphié le numéro d'ouverture de Jimmy Fallon en reprenant la scène Another Day of Sun de La La Land. Parmi les collectes de fonds qu'elle a chorégraphiées, on peut citer Dancing with the Mountain Stars, une collecte de fonds pour le centre médical de Summit St Anthony, et la 21e édition des Steve Chase Humanitarian Awards à Palm Springs, en 2015, au profit du projet Desert AIDS.

#### Danse professionnelle
Moore a dansé les films A Time for Dancing (2002), Austin Powers dans Goldmember (2002), et Où sont passés les Morgan ? (2008),, et dans la sitcom télévisée Malcolm.

#### Enseignement
Moore enseigne au EDGE Performing Arts Center et est membre du corps professoral des conventions de danse du week-end JUMP pour les enfants. Elle enseigne également dans des studios privés et a dirigé des ateliers de danse en Italie (Festival de danse Mediterraneo), en Australie et en Corée du Sud,.
Elle est membre du conseil d'administration de l'Académie de télévision et, à partir de 2017, dirige le groupe de pairs chorégraphes de cet organisme,.

## Style de danse
Moore maîtrise la chorégraphie de nombreux types de danse, notamment la danse contemporaine, le jazz, la danse de salon, les claquettes et le folk. Elle est connue pour former des danseurs de tous niveaux et de tous âges,.

## Récompenses
Depuis 2008, Moore a été nommée sept fois pour un Primetime Emmy Award pour chorégraphie exceptionnelle. Elle a gagné en 2017 pour son travail sur la saison 23 de Dancing with the Stars (On Top of the World et Carol of the Bells),, et en 2018 pour son travail sur So You Think You Can Dance (Brand New et To Make You Feel My Love).

## Vie personnelle
Pour éviter toute confusion avec son homonyme plus connu, la chanteuse Mandy Moore, Moore s'est inscrite à la Screen Actors Guild sous le nom de Mandy Jo Moore. Pourtant, les deux sont souvent confondus, et Moore a ainsi nommé sa société Nope Not Her. Elle utilise également le nom @Nopenother sur les médias sociaux.